# Arenosclera arabica
Arenosclera arabica är en svampdjursart som först beskrevs av Keller 1889.  Arenosclera arabica ingår i släktet Arenosclera och familjen Callyspongiidae.
Artens utbredningsområde är Eritrea. Inga underarter finns listade i Catalogue of Life.